# Haras des Rouges
Ne doit pas être confondu avec Haras des Rouges-Terres.
Le haras des Rouges est l'élevage de chevaux Selle français de saut d'obstacles, puis de chevaux de course d'obstacles, de la famille Leredde, situé à Saint-Ébremond-de-Bonfossé. Au début des années 2000, Xavier Leredde réoriente son activité dans l'élevage du Pur-sang et de l'AQPS. L'activité de son père, Fernand Leredde, cesse en 2011, entraînant la vente de tous ses chevaux de saut d'obstacles.

## Histoire
Cet élevage est démarré par Fernand Leredde après la Seconde Guerre mondiale ; il lui donne son nom par homophonie avec l'anglais (« red » signifie « rouge » en anglais).
Au contraire des pratiques communes de l'époque, Fernand Leredde sélectionne ses chevaux sur le sang et les performances sportives, plutôt que sur le modèle. Au fil des années, le haras des Rouges fait naître des chevaux de sport très fructueux, tels que Un Espoir E, médaille d'or par équipe aux Jeux Olympiques de Montréal (1976), Rochet Rouge (rebaptisé Rochet M, médaille de bronze en individuel aux Jeux olympiques d'Atlanta (1996) avec Alexandra Ledermann), Flèche Rouge et Quartz Rouge. Il voit passer des poulinières réputées telles que Dirka (la mère de Quidam de Revel), Ardente B et Verboise, mère de Papillon Rouge, sacré meilleur étalon reproducteur d'obstacle mondial en 2007. Le haras des Rouges devient ainsi l'un des meilleurs élevages de chevaux de sport d'Europe.
Ce haras sert aussi de centre de formation, de grands chevaux comme Jalisco B et Quidam de Revel y étant entraînés.
Au début des années 2000, le haras des Rouges démarre une activité d'élevage de Pur-sang et d'AQPS. Il cesse son activité d'élevage de chevaux d'obstacles en 2011. Tous ses chevaux d'obstacles sont alors vendus aux enchères, le prix le plus élevé étant proposé pour la poulinière Shiva Rouge.
En juin 2018 survient la première victoire d'un cheval de course d'obstacles élevé au haras des Rouges, Red Name.

## Description
Le haras des Rouges compte 220 hectares de terres dans les environs de Saint-Lô, à Saint-Ébremond-de-Bonfossé. Il élevait 30 à 40 poulains de sport chaque année.

## Renommée
D'après le cavalier Bertrand Pignolet, le haras des Rouges fut considéré comme le meilleur élevage de chevaux de sport de France pendant de nombreuses années.